# Bureau politique exécutif du Parti du travail de Corée
Le Bureau politique exécutif du Parti des travailleurs de Corée, jusqu'au 7e Congrès appelé Secrétariat, gère les travaux du Bureau politique du Parti des travailleurs de Corée et de son Présidium, dirigé par le président du Parti du Travail de Corée (PTC) et composé du vice-président du PTC.

## Histoire
Le Secrétariat, précurseur du Bureau politique exécutif, a été créé lors de la 2e Conférence des représentants en octobre 1966, il était similaire au Parti Communiste de l'Union Soviétique (PCUS) à l'époque de Staline. Le chef du Secrétariat à l'époque était le « Secrétaire Général ». Jusqu'en 1966, le PTC n'avait pas d'organe similaire au Secrétariat; c'était inhabituel, car un Secrétariat était l'un des organes les plus puissants des autres partis communistes au pouvoir.
Le Secrétariat a été créé pendant une lutte pour le pouvoir afin de renforcer le contrôle de Kim Il-sung sur les organisations de niveau inférieur du parti; pour cette raison, une grande majorité des premiers membres du Secrétariat étaient membres à part entière ou candidats du Politburo du Parti du travail de Corée. Après la fin de la lutte pour le pouvoir en 1967-1968, le statut du Secrétariat a décliné; cela « s'est reflété dans le statut inférieur des cadres nommés au Secrétariat ces dernières années », en particulier lors du 6e Congrès.
Lors de ce congrès, seuls trois membres (sur neuf) étaient simultanément membres à part entière du Politburo: Kim Il-sung, Kim Jong-il et Kim Jung-rin (zh) (qui n'est pas un membre de la famille Kim).
Le prestige du Secrétariat a continué de décliner sous le règne de Kim Jong-il, cinq de ses douze membres étant décédés pendant l'interrègne entre la 21e session plénière de décembre 1993 du 6e Comité central et la 3e Conférence de représentants en 2010. Sur les sept membres restants, trois ont été retirés lors de la 3e Conférence. Les quatre titulaires étaient Kim Jong-il, Kim Ki-nam (chef du Département de la propagande et de l'agitation), Choe Tae-pok (chef du Département international) et Hong Sok-syong (chef du Département des finances et de la planification).
Sept nouveaux membres ont été nommés : Choe Ryong-hae comme secrétaire aux affaires militaires, Mun Kyong-dok comme secrétaire aux affaires de Pyongyang (par l'intermédiaire de son bureau en tant que secrétaire du comité du PTC de la ville de Pyongyang), Pak To-chun comme secrétaire à l'industrie de la défense, Kim Yong-il en tant que secrétaire aux affaires internationales, Kim Yang-kon en tant que secrétaire aux affaires sud-coréennes et chef du Département du Front uni, Kim Phyong-hae en tant que secrétaire au personnel et Thae Chong-su en tant que secrétaire des Affaires générales (par l'intermédiaire de son bureau en tant que chef du Département des affaires générales). À la 4e Conférence, il n'y a pas eu de départs à la retraite; Kim Kyong-hui (sœur de Kim Jong-il) et Kwak Pom-gi ont été nommés membres et Kim Jong-un, par le biais de son bureau en tant que premier secrétaire, a remplacé Kim Jong-il.

## Rôle
Avec le Politburo et le Commission central de contrôle, le Bureau est l'une des trois organisations de pouvoir subordonnées au Comité central du Parti du travail de Corée. En outre, le Bureau participe à la coordination de la structure du parti. Il a autorité au sein du Parti des travailleurs de Corée, mais n'a pas d'influence sur l'élaboration des politiques. Le Politburo et son Présidium peuvent élire ou nommer des fonctionnaires au Bureau.
Selon la charte du PTC, « le Bureau politique exécutif discute et décide périodiquement des problèmes des cadres, des problèmes internes du parti et d'autres tâches du parti, et supervise l'exécution des décisions du parti »,.
L'organisme était connu sous le nom de Secrétariat depuis sa création en octobre 1966 jusqu'à sa réorganisation en Bureau politique exécutif lors du 7e Congrès en mai 2016.

## Membres
(avril 2020).
Le Bureau politique exécutif du Comité central du Parti depuis le deuxième plénum du 7e Comité central du Parti des travailleurs de Corée (octobre 2018) a été:
- Président du PTC : Kim Jong-un[6]
- Vice-présidents du Comité central du PTC : Pak Kwang-ho, Pak Thae-song, Thae Jong-su, Pak Thae-dok, An Jong-su et Choe Hwi[10].

#### Articles de presse et de livres
- Haggard, Stephen, Herman, Luke et Ryu, Jaesung, « Political Change in North Korea: Mapping the Succession », University of California Press, vol. 54, no 4,‎ july–august 2014, p. 773–780 (DOI 10.1525/as.2014.54.4.773, JSTOR 10.1525/as.2014.54.4.773)
- Nam-Sik Kim, « North Korea's Power Structure and Foreign Relations: an Analysis of the Sixth Congress of the KWP », Institute for National Security Strategy, vol. 2, no 1,‎ spring–summer 1982, p. 125–151 (JSTOR 23253510)
- Understanding North Korea, Ministère de l'Unification, 2012 & 2014 (lire en ligne)

#### Livres
- Buzo, Adrian, The Guerilla Dynasty : Politics and Leadership in North Korea, I.B. Tauris, 1999 (ISBN 1-86064-414-7)
- Gause, Ken E., North Korea Under Kim Chong-il : Power, Politics, and Prospects for Change, ABC-CLIO, 2011, 241 p. (ISBN 978-0-313-38175-1 et 0-313-38175-5, lire en ligne)
- Ken Gause, North Korea in Transition: Politics, Economy, and Society, Rowman & Littlefield, 2013, 19-46 p. (ISBN 1442218126), « The Role and Influence of the Party Apparatus »
- Kim, Samuel, Informal Politics in East Asia, Cambridge University Press, 2000 (ISBN 0-521-64538-7, lire en ligne ), « North Korean Informal Politics »
- Lankov, Andrei, Crisis in North Korea : The Failure of De-Stalinization, 1956, University of Hawaii Press, 2007, 296 p. (ISBN 978-0-8248-3207-0 et 0-8248-3207-8, lire en ligne)
- Suh, Dae-sook, Kim Il Sung : The North Korean Leader, Columbia University Press, 1988, 1re éd. (ISBN 0-231-06573-6, lire en ligne )